# 1454

## Esdeveniments
Països Catalans
Resta del món
- 17 de febrer: el duc de Borgonya, Felip el Bo, i la seva cort presten el Jurament del Faisà.[1]
- Guinea passa a control de Portugal per una butlla papal, que autoritza el comerç d'esclaus d'aquest país.
- Comença la Guerra de les Dues Roses a la Gran Bretanya.

## Naixements
Països Catalans
Resta del món
- 14 de juliol - Montepulciano: Angelo Poliziano o Angelo Ambrogini, humanista i poeta italià (m. 1494).[2]

## Necrològiques
Països Catalans
Resta del món